# お茶しましょ
お茶しましょ（おちゃしましょ）は、2000年4月から9月まで毎日放送ラジオ（MBSラジオ）で放送されていたラジオ番組。

## 概要
女性タレント2人がメインパーソナリティーを、MBSの男性アナウンサー1人がアシスタントという構成で主にフリートークといくつかのコーナーを中心に進行する番組。
番組冒頭には男性アナウンサーがお菓子とお茶を用意し、メインパーソナリティーに振舞うところからスタートした。
メインパーソナリティーは日替わりで、コンビ休止状態だった春やすこ・けいこらが務めた。コーナーは、前番組から引き継いだものと、この番組で新たに用意された内容が半々だった。しかし、同年の2000年9月に終了した。

## 出演
- 月曜日:北川ユミ、大津びわ子、上泉雄一
- 火曜日:土谷多恵子、堀ちえみ、大八木友之
- 水曜日:春やすこ・けいこ、西靖
- 木曜日:水谷ミミ、森川みどり、亀井希生

## コーナー
- 私生活のコーナー
- 人に歌あり